# Stadttheater Žatec

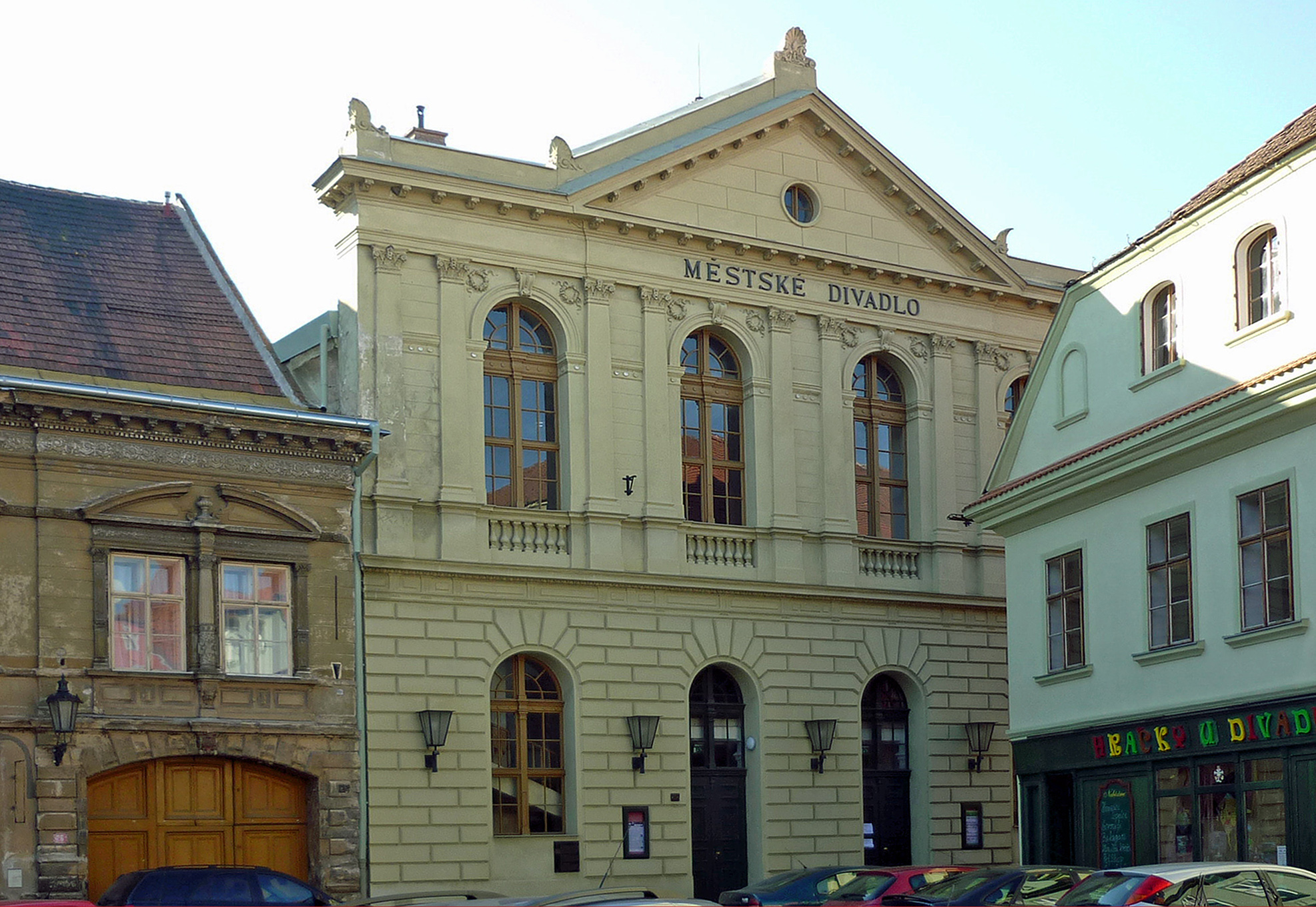
Das Stadttheater Žatec (nach 2004)

Das Stadttheater Žatec (tschechisch Městské divadlo Žatec) ist ein Theater-Gebäude auf der Dvořákova ul. 27 (Dvořákstraße) im Stadtzentrum von Žatec (Saaz) in Tschechien.
Es ist eines der ältesten steinernen Theatergebäude in den Ländern der böhmischen Krone und sogar älter als das Prager Nationaltheater. Es wurde im 19. Jahrhundert als deutsches Stadttheater erbaut und am 22. April 1849 eröffnet.

## Geschichte
Die wirtschaftliche Entwicklung der Hopfenproduktion zu Beginn des 19. Jahrhunderts führte zu einem Aufblühen des kulturellen Lebens in der Stadt Saaz. Seit den 1830er Jahren gab es Theatervorstellungen, die meist in Gaststätten abgehalten wurden. So entstand der Gedanke, in Saaz ein Stadttheater zu errichten. Da bestehende Gebäude dafür nicht geeignet erschienen, beschloss die Stadt am 26. April 1848, ein Grundstück in der Rösselgasse (jetzt Dvořákova ul. 27) neben dem Gasthaus „Zum Weißen Rössel“ für den Bau des Theaters zu erwerben. Bereits im Februar 1848 hatte sich ein Komitee gebildet. Die etwa 200 Mitglieder konnten für 20 Gulden einen „Gewähr-Schein für die Gesellschaftstheilname an der Errichtung des Theaters in der k. Kreisstadt Saaz“ erwerben. Am 16. Juni 1848 legte die Bezirksbauverwaltung unter der Leitung von Ing. Schulze Baupläne vor, die mit geringfügigen Änderungen genehmigt wurden. Die Bauausführung lag in den Händen des Saazer Baumeisters Anton Grimm. Die Grundsteinlegung erfolgte am 8. Juli 1848. Das Gebäude wurde im spätklassizistischen Stil errichtet.
Die Eröffnung des Theaters fand am 22. April 1849 mit der Aufführung einer Komödie von Eugène Scribe durch Saazer Amateurschauspieler statt. Nach anderen Berichten fand im September 1850 „im neu errichteten und geschmackvoll eingerichteten Saazer Stadttheater“ eine Theateraufführung durch eine reisende Theatergruppe unter der Leitung von Joseph M. Kotzky statt. Das Theater wurde vom Theaterverein betrieben. Nach einer zeitgenössischen Fotografie hatte das Theatergebäude an der Hauptfassade ursprünglich eine hohe Brüstung, die durch vier kreisförmige Fenster und fünf paarweise angeordnete Pilaster mit dorischen Kapitellen gegliedert war. Bereits im Jahr 1871 erfolgte der erste Umbau des Theaters. Es wurden Reparaturarbeiten am Dach ausgeführt und die Stadt ließ eine moderne Gasbeleuchtung im Zuschauerraum und auf der Bühne des Theaters einbauen. Der Orchestergraben wurde vergrößert und die Balkone und Galerien des Zuschauerraums wurden verändert. Die ursprüngliche „Gouverneurs-Loge“ wurde entfernt und durch Proszeniums-Logen ersetzt. Aber bereits 1884 befand sich das Theatergebäude in einem desolaten Zustand und wurde von der Stadt übernommen. Wegen erheblicher baulicher Mängel musste das Theater im Jahr 1904 geschlossen werden und die Theateraufführungen von reisenden Theatergruppen fanden im Schützenhaus oder in der Turnhalle in der Wussinallee 981 (jetzt Komenského alej) statt.
Erst im Jahr 1910 wurde im Gebäude eine umfangreiche Renovierung vorgenommen. Im östlichen Teil des Theaters wurden neue Sicherheitstreppen bis zur Galerie errichtet und ein eiserner Vorhang zwischen der Bühne und dem Zuschauerraum eingebaut. Nach diesen Umbauten konnte der Theaterbetrieb am 14. Oktober 1911 wieder aufgenommen werden. Während des Ersten Weltkriegs blieb das Theater geschlossen. In den Jahren 1918–1920 hatte das Theater ein eigenes Schauspiel- und Operettenensemble, einen Chor und ein Orchester. Im Jahr 1921 wurde mit dem Theater in Komotau eine Zusammenarbeit beschlossen, so dass neben dem Saazer Theater-Ensemble auch das Komotauer Ensemble regelmäßig auftrat. Zwischen 1923 und 1931 gab es einen gemeinsamen Theaterbetrieb zwischen Saaz und Brüx. Ab 1938 war das Theater-Ensemble relativ groß, es hatte 44 Schauspieler und ein Orchester mit 17 Musikern. Wie alle Theater im Deutschen Reich wurde auch das Saazer Stadttheater am 1. September 1944 kriegsbedingt geschlossen.
Nach 1945 wurde der ursprüngliche Name „Stadttheater“ in die tschechische Form „Městské divadlo“ geändert, der bis heute existiert. Nach der Wiederaufnahme des Spielbetriebs wurde im Jahr 1947 aus Brandschutzgründen ein neuer eiserner Vorhang eingebaut. Im Jahr 1948 malte der akademische Maler Oskar Brázda vom Schloss Líčkov (Litschkau) anlässlich des dreißigsten Jahrestages der Gründung der Tschechoslowakischen Republik einen neuen Bühnenvorhang für das Theater. Das Bild stellt eine „Apotheose an die Stadt und ihr glückliches Leben“ dar. Es kann aber auch als ideologische Hommage an die „Rote Befreiungsarmee“ nach dem Putsch vom Februar 1948 gedeutet werden. Es handelt sich um eine allegorische Darstellung in einer fruchtbaren Landschaft. Dargestellt ist eine nackte Frau mit einem Hopfenkranz (nach dem Modell seiner Lebenspartnerin Marie Weiss aus Litschkau), einem Soldaten, einer Frau mit einer Garbe, einer Kuh und schwebenden Engeln – also eine optimistische Zukunft (siehe Bild in ). Der Vorhang erinnert an eine klassizistische Theaterarchitektur mit einer säkularisierten Darstellung von barocken Heiligen.
Das Theater wurde von 1963 bis 1969 umfassend saniert und umgebaut. Der Entwurf zur Erneuerung des Theaters stammte von einem regionalen Architekturbüro in Ústí nad Labem (Aussig). Der Grundriss des Theatergebäudes blieb dabei im Wesentlichen erhalten, während die Hauptfassade des Gebäudes stark verändert wurde. Im Erdgeschoss wurden die ursprünglichen Rustika-Elemente (Naturstein-Quader) entfernt und durch eine arkadenartige Stuck-Fassade mit Lisenen und vertieften Fensteröffnungen ersetzt. Der Eingang zum Theater wurde in das neue zweistöckige Nebengebäude an der Ostseite verlegt. Vermutlich wurde zu dieser Zeit auch die ursprüngliche hohe Brüstung im oberen Teil der Fassade entfernt. Die Innenräume wurden im Geiste der damaligen Zeit umgestaltet. Das ursprüngliche Stuckdekor und das gesamte blau-weiße Interieur, einschließlich Möblierung wurden entfernt.
Die letzte Renovierung fand im Jahr 2003/04 statt. Dabei wurde die Hauptfassade im Erdgeschoss wieder in den ursprünglichen Zustand des 19. Jahrhunderts zurückversetzt, allerdings ohne die ursprüngliche Brüstung im oberen Bereich.

## Beschreibung
Das Theatergebäude besitzt eine zweigeschossige Hauptfassade mit vier Fensterachsen, deren ursprüngliches Aussehen in etwa wiederhergestellt wurde. Der Haupteingang führt durch zwei gewölbte Portale, die in der Mitte der Fassade angeordnet sind und durch zwei halbkreisförmige gewölbte Fenster flankiert werden. Das Erdgeschoss wird dabei durch eine sogenannte Bossenwerk- oder Rustika-Imitation beherrscht. Im ersten Stock sind vier Fenster mit halbkreisförmigen gewölbten Bögen (sog. Archivolten) angeordnet, die im oberen Bereich mit Keilsteinen (sog. Voussoirs) versehen sind. Die Fensterbrüstungen sind mit Balustraden versehen. In den Zwickeln befinden sich Lorbeerkränze mit Bändern. Über den beiden mittleren Fenstern befindet sich ein Dreiecksgiebel mit fünf Bekrönungen (sog. Akroterions) und einer ovalen Öffnung in der Mitte. Der Fries des oberen Gebälks trägt den Namen des Theaters. Im Vestibül mit dem Haupteingang befinden sich die Treppen, die alle Ebenen des Zuschauerraums miteinander verbinden. Der Wandteppich „Saazer Theater“ im Vestibül (mit Motiven aus dem Saazer Stadtbild) wurde 2003 vom Künstler Lubomír Fárka (1951–2015) geschaffen. Der Zuschauerraum hat einen rechteckigen Grundriss, der im hinteren Bereich in einem Halbkreis übergeht.

### Gegenwart
Das Saazer Stadttheater hat kein eigenes Ensemble mehr, es werden nur noch Gastspiel-Aufführungen von auswärtigen Theater-Ensembles gegeben. Da das Theater auch als Kino benutzt wird, wurde im Jahr 2007 eine Umrüstung auf digitale Filmwiedergabe (Digital-Kino) vorgenommen. Anlässlich des 170-jährigen Bestehen des Theaters wurde im Mai 2019 im Freilicht-Theater (Sommerkino) der Stadt die Oper Libussa von Bedřich Smetana aufgeführt. Es spielte das Ensemble sowie Orchester und Chor des Nordböhmischen Theaters Ústí nad Labem (Aussig), Solistin in der Hauptrolle der Fürstin Libussa war Eva Urbanová vom Prager Nationaltheater. Weitere Open-Air-Opernproduktionen sind geplant, z. B. die Aufführung der Oper „Carmen“ von Georges Bizet im Mai 2021. In einem Galaabend wurde ein Kulturprogramm geboten, in dem Saazer Künstler, z. B. der Sänger Petr Kotvald (* 1959) und der Klaviervirtuose Jiří Pazour (* 1971) auftraten. Außerdem wurden Filme gezeigt, die sich auf die Geschichte und Zukunft des Theaters und den Theatervorhang von Oskar Brázda bezogen.

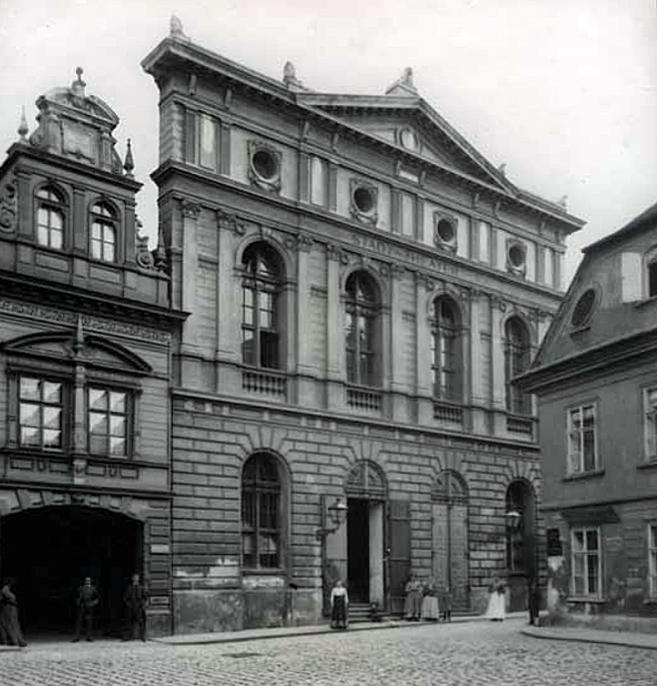
Ursprüngliches Aussehen des Saazer Stadttheaters
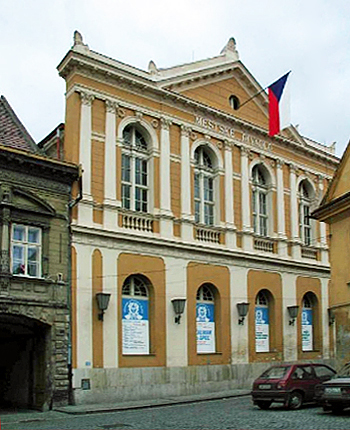
Aussehen nach dem Umbau in den 1960er Jahren
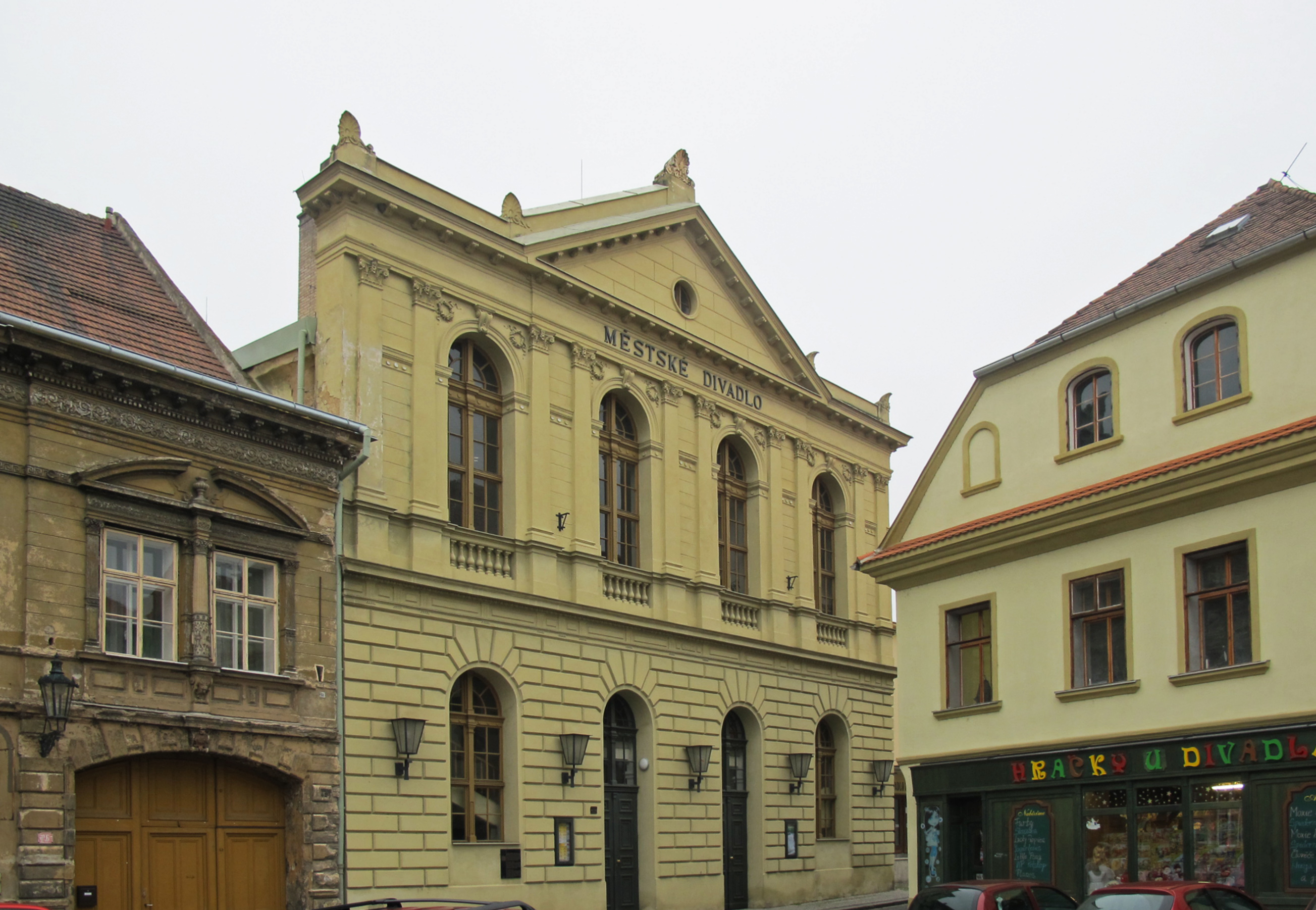
Jetziges Aussehen nach dem Umbau von 2004
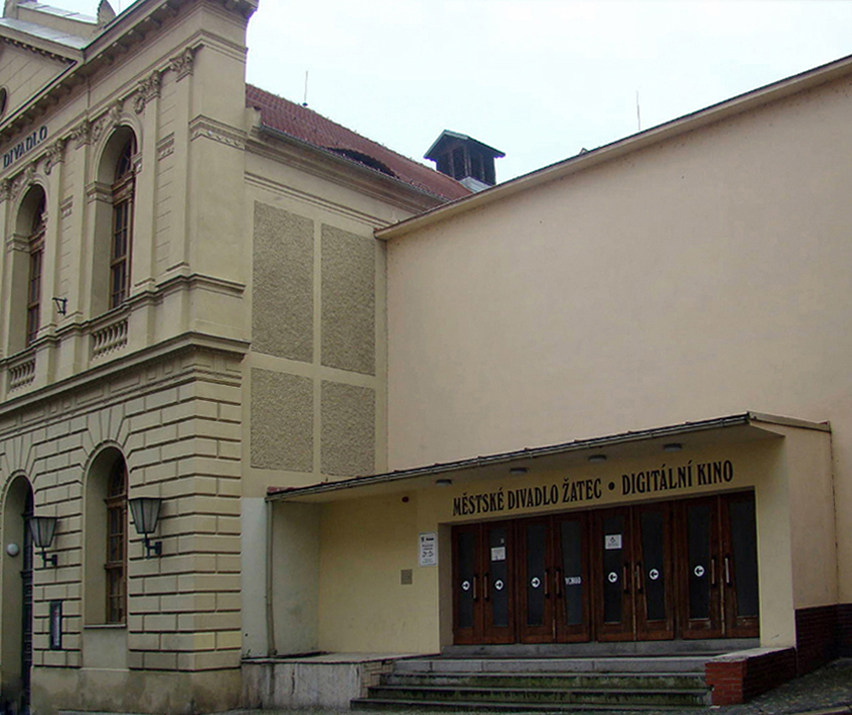
Eingang am Nebengebäude
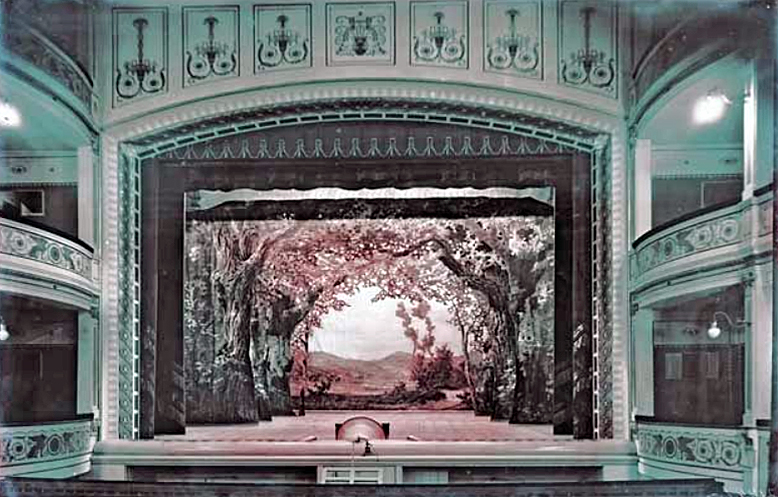
Ursprüngliches blau-weißes Interieur im Zuschauerraum